# Municipio de Santiago Laxopa
El municipio de Santiago Laxopa es un municipio de 1,292 habitantes situado en el Distrito de Ixtlán, Oaxaca, México.

## Economía
La población económicamente activa se dedica al sector primario en un 73%, al secundario en un 21% y al terciario en un 6%.
Las principales fuentes de ingresos son el cultivo del maíz, frijol, café, chile, calabaza, caña, tomate, naranja, manzana, aguacate, camote, limón, guayaba y plátano.

## Demografía
En el municipio habitan 1,292 personas, de las cuales, 82% hablan una lengua indígena. Existe un fuerte movimiento migratorio, principalmente hacia otras regiones del país y, en menor cantidad, a Estados Unidos. 

### Localidades
En el municipio se encuentran los siguientes poblados:
| Localidad                    | Población (2010) |
| ---------------------------- | ---------------- |
| Santiago Laxopa              | 669              |
| Santa Catarina Yahuío        | 462              |
| San Sebastián Guiloxí        | 219              |
| Flor del Río                 | 29               |
| Loma de Chapultepec          | 14               |
| Loma de la Estrella Cazadora | 1                |